# 59-es főút (Szlovákia)

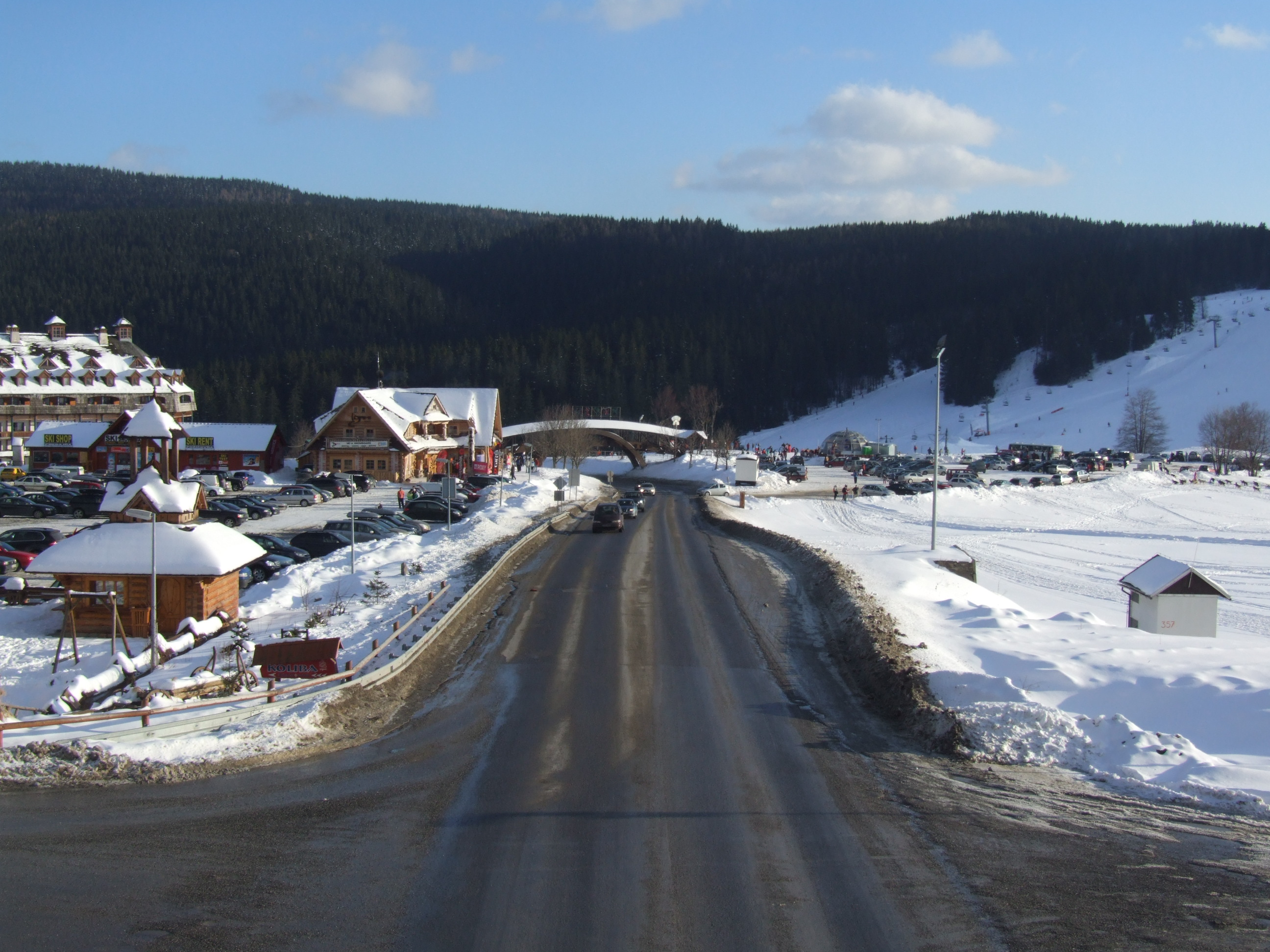
Az út Dóvalnál a hágó tetején 2009 februárjában

Az 59-es főút egy szlovákiai főút, amely észak–déli irányban húzódik. A déli végpontja Besztercebánya, Rózsahegyen át éri el a lengyel-szlovák határt Árvanádasdnál. Az E77-es számú európai főút része. Teljes hossza 111,608 km.

## Futása
Az 59-es főút Besztercebánya (szlovákul Banská Bystrica) északi városrészéből indul, északi irányt tartva. Óhegy (Staré Hory) után erős emelkedés kezdődik, hegyi szerpentinekkel tarkítva 12%-os emelkedővel a Alacsony-Tátra és a Nagy-Fátra között ér fel az Dóvalra (Donovaly), kb. 920 méter tengerszint feletti magasságra. A hágó a Besztercebányai kerület és Zsolnai kerület határa. A tetőpont után szintén erős lejtéssel halad tovább a Rőce-völgyben és ér be az Vág-parti Rózsahegyre (Ružomberok). A várost és a völgyet elhagyva továbbhalad északi irányban, egy újabb, kb. 730 méteres hágót elhagyva ér be Alsókubinba (Dolný Kubín). Alsókubin után északkeleti irányban halad az Árva völgyében, elhaladva Árva vára mellett is. Árvanádasd (Trstená) után éri el a lengyel határt, ahonnan 7-es főútként megy tovább Krakkó felé.
Az út egészen az 1950-es évekig Besztercebánya és Rózsahegy között nyugatabbra haladt, a Sturec-hágón kelve át kb. 980 méter magasan. A mai útról Martaljánál (Motyčky) balra letérve, északi irányban vezetett fel a hágóra. Tovább északi irányba érintette Háromrevucát (Liptovské Revúce), majd északkeleti–keleti irányba fordulva Oszadánál (Liptovská Osada) érte el a jelenlegi nyomvonalat.

## Jellemzői
Az út igen jó állapotban van, nagy személy- és teherforgalmat bonyolít le, mivel a Budapest-Krakkó nemzetközi, valamint a Szlovákián átmenő észak–déli irányú belföldi forgalom legfontosabb útvonala. Besztercebányától pár km-en keresztül az út 2×2 sávos. Óhegy és Dóval között az emelkedő (észak felé haladó forgalom számára) a meredekebb részeken kapaszkodósáv van kiépítve, így az út ott háromsávos. A hágón átkelve a (Rózsahegy felől jövők számára) van kapaszkodósáv, egyébként az út 1×1 sávos. A Rózsahegyre be- és kivezető szakasza szintén 2×2 sávos. Árvanádasd felé is egyes emelkedős szakaszokon kapaszkodósávok vannak, de már nem huzamosan. Alsókubin után az út az Árva völgyében kanyarog, nagyobb emelkedések már nincsenek.